# Paradoja de Bertrand
La Paradoja de Bertrand es un problema dentro de la interpretación clásica de la teoría de la probabilidad. Joseph Bertrand introdujo en su obra Calcul des probabilités (1888) como un ejemplo para demostrar que las probabilidades pueden no estar bien definidas si el mecanismo o método que produce la variable aleatoria no está claramente definido.

## Formulación del Problema
Considere un triángulo equilátero inscrito en un círculo. Suponga que una cuerda del círculo es escogida aleatoriamente. ¿Cuál es la probabilidad de que la cuerda sea mayor (en magnitud) que un lado del triángulo?
Bertrand da tres argumentos, aparentemente válidos, con diferentes resultados.

### Puntos finales aleatorios
Se escogen dos puntos aleatorios en la circunferencia y se dibuja la cuerda que los une. Para calcular la probabilidad se imagina el triángulo rotado de forma tal que un vértice coincida con uno de los puntos. Observe que si el otro punto final de la cuerda está en el arco entre los puntos finales opuestos al primer punto, entonces la cuerda es más larga que el lado del triángulo. La longitud del arco es un tercio de la circunferencia, por lo tanto la probabilidad de que la cuerda sea más larga que un lado del triángulo inscrito es un tercio (1/3).

### Radio aleatorio
Se escoge un radio del círculo, se escoge un punto del radio y se construye la cuerda a través de una perpendicular que pasa por este punto. Para calcular la probabilidad se imagina al triángulo rotado de manera que uno de sus lados quede perpendicular al radio. La cuerda es más larga que un lado si se escoge un punto cercano al centro antes de la intersección del lado del triángulo con el radio. El lado del triángulo divide el radio en dos partes, por lo tanto la probabilidad de que la cuerda sea más larga que un lado del triángulo inscrito es un medio (1/2).

### Punto medio aleatorio
Se escoge un punto en cualquier lugar de círculo y se construye la cuerda con el punto selecto como punto medio de la cuerda. La cuerda es más larga que un lado del triángulo inscrito si el punto cae en el círculo concéntrico de la mitad del radio grande. El área del círculo pequeño es un cuarto del área del círculo grande, por lo que la probabilidad de que la cuerda sea más larga que un lado del triángulo inscrito es un cuarto (1/4).

### Relación L/D

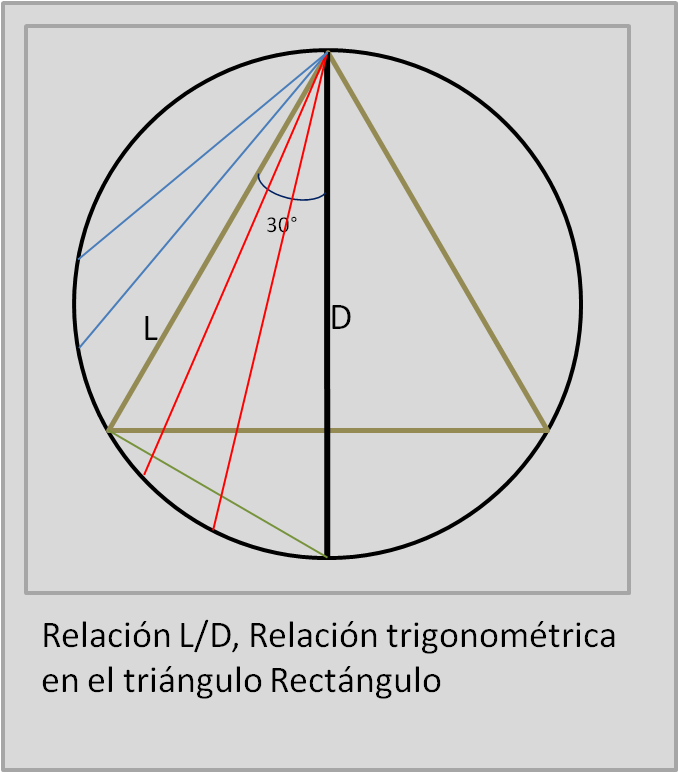
Relación L/D

Si consideramos que un triángulo equilátero de lado L inscrito dentro de un círculo de diámetro D, la relación entre L y D es aproximadamente 0,87 (mejor dicho, L/D=cos(30°)), considerando que existen todas las cuerdas entre 0 y D con la misma ocurrencia, entonces solo un 13% de las cuerdas serán mayores a L
- Datos: Q828552
- Multimedia: Bertrand's paradox / Q828552